# Jana Gana Mana
Jana Gana Mana is het volkslied van India met de Bengaalse tekst geschreven door Rabindranath Tagore. Het lied maakte zijn debuut als hymne op de Calcuttasessie van het Indische nationale congres op 27 december 1911. Pas op 24 januari 1950 werd het de officiële nationale hymne nadat de grondwettelijke assemblee hierover besliste. Het is onduidelijk of Tagore ook de componist van de muziek was. De muziek wordt door sommigen ook toegeschreven aan Gurkhakapitein Ram Singh.
Het lied bestond oorspronkelijk uit vijf verzen waarvan enkel de eerste als officiële tekst werd aangenomen.

## Tekst
জন গণ মন (Bengaals)
জনগণমন-অধিনায়ক জয় হে.

ভারতভাগ্যবিধাতা

পঞ্জাব সিন্ধু গুজরাট মরাঠা

দ্রাবিড় উৎ‍‌কল বঙ্গ

বিন্ধ্য হিমাচল যমুনা গঙ্গা

উচ্ছল জলধি তরঙ্গ

তব শুভ নামে জাগে

তব শুভ আশিস মাগে

গাহে তব জয়গাথা

জনগণমঙ্গলদায়ক জয় হে

ভারতভাগ্যবিধাতা

জয় হে, জয় হে, জয় হে,

জয় জয় জয়, জয় হে॥
Nederlandse romanisering
Jônogônomono-odhinaeoko jôeô he

Bharotobhaggobidhata

Pônjabo Shindhu Gujoraṭo Môraṭha

Drabiṛo Utkôlo Bônggo

Bindho Himachôlo Yomuna Gôngga

Uchchhôlo jôlodhi toronggo

Tôbo shubho name jage 

Tôbo shubho ashish mage

Gahe tôbo jôeogatha

Jônogônomonggolodaeoko jôeô he 

Bharotobhaggobidhata 

Jôeo he, jôeo he, jôeo he, 

jôeo jôeo jôeo, jôeo he
NLK-transliteratie
Jana-gaṇa-mana adhināyaka jaya he

Bhārata bhāgya vidhātā

Pañjāba Sindhu Gujarāṭa Marāṭhā

Drāviḍa Utkala Baṅga

Vindhya Himāchala Yamunā Gaṅgā

Uchhala jaladhi taraṅga

Tava śubha nāme jāge

Tava śubha āśhiṣa māge

Gāhe tava jaya gāthā

Jana gaṇa maṅgala dhāyaka jaya he

Bhārata bhāgya vidhāta

Jaya he, jaya he, jaya he

Jaya jaya jaya, jaya he.
जन गण मन (Devanagari)
जनगणमन अधिनायक जय हे

भारत-भाग्य-विधाता।

पंजाब सिन्धु गुजरात मराठा

द्राविड़ उत्कल बंग।

विन्ध्य हिमाचल यमुना गंगा,

उच्छल जलधि तरंग।

तव शुभ नामे जागे,

तव शुभ आशिष माँगे;

गाहे तव जय गाथा।

जन-गण मंगलदायक जय हे,

भारत-भाग्य-विधाता।

जय हे, जय हे, जय हे,

जय जय जय, जय हे ।।

## Nederlandse vertaling
Gij zijt de heerser over de geest van alle mensen, 

Gij beschikt over het lot van India. 

Uw naam roert de harten van Punjab, Sindh,

Gujarat en Maratha,

van Dravid en Orissa en de Bengalen aan;

Het weergalmt in de heuvels van Vindyas en het Himalayagebergte,

En mengt zich in de muziek van de Yamuna en de Ganges

en wordt gezongen door de golven van de Indische Oceaan. 

Zij bidden voor uw zegen en zingen van uw lof. 

De besparing van alle mensen is in uw hand, 

Gij beschikt over het lot van India.

Victorie, victorie, victorie aan u.
Onafhankelijke staten: Afghanistan · Armenië · Azerbeidzjan · Bahrein · Bangladesh · Bhutan · Brunei · Cambodja · China · Cyprus · Filipijnen · Georgië · India · Indonesië · Irak · Iran · Israël · Japan · Jemen · Jordanië · Kazachstan · Kirgizië · Koeweit · Laos · Libanon · Maldiven · Maleisië · Mongolië · Myanmar · Nepal · Noord-Korea · Oezbekistan · Oman · Oost-Timor · Pakistan · Qatar · Rusland · Saoedi-Arabië · Singapore · Sri Lanka · Syrië · Tadzjikistan · Thailand · Turkije · Turkmenistan · Verenigde Arabische Emiraten · Vietnam · Zuid-Korea
Niet algemeen erkende landen: Abchazië · Nagorno-Karabach · Palestina · Taiwan · Turkse Republiek Noord-Cyprus · Zuid-Ossetië